# Александар Иванович Урусов
Принц Александар Иванович Урусов (рус. Александр Иванович Урусов; Москва, 2. април 1843 — Москва, 16. јул 1900) био је руски правник, књижевни критичар, преводилац и филантроп.

## Биографија
Александар Урусов је рођен у Москви. Породица Урусов је била татарског порекла, и добила је племићки статус у време Александра I Павловича. Његов отац, пуковник Иван Александрович Урусов, био је заменик московског војног начелника Арсенија Закревског. Његова мајка принцеза Јекатерина Ивановна Урусова (рођена Елснитс) припадала је аристократској породици Наришкин.
Након што је дипломирао на Московском универзитету 1866. придружио се окружном суду у Санкт Петербургу као адвокат и постао познат након што је изрекао ослобађајућу пресуду за Марфу Волохову, сељанку која је лажно оптужена за убиство свог мужа. Према Александру Херцену, „до касних 1860-их Урусов је постао главна звезда руске адвокатуре“.
Током 1871. Александар Урусов је успешно на суду бранио неколико чланова такозване Нечајевске групе: неки од његових клијената су ослобођени оптужби. Према извештају тајног агента шефу Специјалног жандармског корпуса, Урусов је „у Москви прилично уживао у својој популарности и статусу народног трибуна“.
Годину дана касније у Женеви Урусов је издао саопштење у којем саветује швајцарским властима да не изручују Сергеја Нечајева Русији. Оптужен због тога да је „одржавао криминалне контакте са револуционарима“, Урусов је септембра те године ухапшен у Москви и депортован у Финску где је остао у изгнанству до 1876. „Веома се надам да ће он тамо остати под стварним, а не измишљеним полицијским надзором“, је уписао цар Александар II у полицијски досије Урусова.
Забрањео му је да се појављује на суду. Урусов се окренуо новинарству и постао је популаран књижевни и позоришни критичар, пишући под псеудонимом Александар Иванов. Био је пријатељ Ивана Тургењева, редовно се дописивао са Антоном Чеховом, сматран је ауторитетом за француску поезију и књижевност (посебно Бодлера и Флобера), а касније је извршио снажан утицај на круг младих руских симболиста. Урусов је први препознао велики таленат у Константину Балмонту и помогао му да објави књигу Под северним небом (Санкт Петербург, 1894). У својим есејима и чланцима Урусов (који је себе описао као „либерала“) био је жестоки критичар друштвене неправде у Русији и пропагирао је исте принципе које је заступао на суду.
Крајем 1870-их Урусов се преселио у Варшаву и тамо се истакао као успеашан судски тужилац. Године 1878. други познати руски адвокат Анатолиј Кони помогао му је да се врати у Санкт Петербург где се придружио градском регионалном суду као помоћник тужиоца. Урусов је добио дозволу да се врати адвокатској пракси 1881. посебним наређењем министра правде Дмитрија Набокова.
Постао је познат у Европи 1891. помажући у ослобађању француског писца Леона Блоа, оптуженог за клевету.
У последњој деценији 19. века, здравље му се нагло погоршало. Умро је 1900. након дуже болести.
Колега правник и писац Сергеј Андрејевски је говорио на његовој сахрани. У говору је назвао Урсова први великим узором за браниоце који је Русија имала."